# Willem Adriaan van Nassau-Odijk

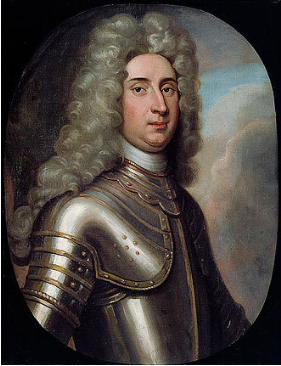
Willem Adriaan van Nassau-Odijk

Willem Adriaan van Nassau-Odijk, auch Willem Hadriaan van Nassau-Odijk Graf von Nassau-Odijk, (* 1632; † 21. September 1705 in Den Haag) war ein niederländischer Offizier und Diplomat.

## Leben
Sein Vater war Lodewijk van Nassau-Beverweerd (1602–1665), ein illegitimer Sohn von Moritz von Oranien, seine Mutter Isabella van Hornes. Willem Adriaan van Nassau war ein Vetter 2. Grades von Wilhelm III. von Oranien, ab 1672 Statthalter der Niederlande. Er studierte an der  Universität Leiden und lebte in Paris, wo er wegen hoher Spielschulden vor seinen Gläubigern fliehen musste. Er war in Hofintrigen erfahren, wusste in höfischen Kreisen zu glänzen und konnte durch eine Schenkung des mit ihm befreundeten Karl II. 1660 ein Hauptmannspatent für eine Kompanie Fußvolk kaufen, das er 1664 zugunsten eines Patents als Kavallerieoffizier (Major) in der niederländischen Armee tauschte, wo er unter Wilhelm III. von Oranien diente, dessen Vertrauter er war. 1668 wurde er von Wilhelm III. zum Ersten Edlen von Zeeland und einer von dessen Vertretern bei den Generalstaaten ernannt (wo er durch Ämterverkauf auffiel). In dieser Position gab er seine Militärlaufbahn auf und kaufte die Herrschaft Cortgene. 1672 wurde er mit Johan van Gent und Pieter de Groot zu Ludwig XIV in Keppel gesandt, um über Frieden zu verhandeln. Im selben Jahr war er an der Verschwörung zur Ermordung von Johan de Witt und Cornelis de Witt maßgeblich beteiligt. 1679 wurde er mit seinem Bruder in den Reichsgrafenstand erhoben. Er war Gesandter der Generalstaaten in Köln (1673), London (1674), Paris (1679) und Nijmegen (1677/78, bei den Friedensverhandlungen).

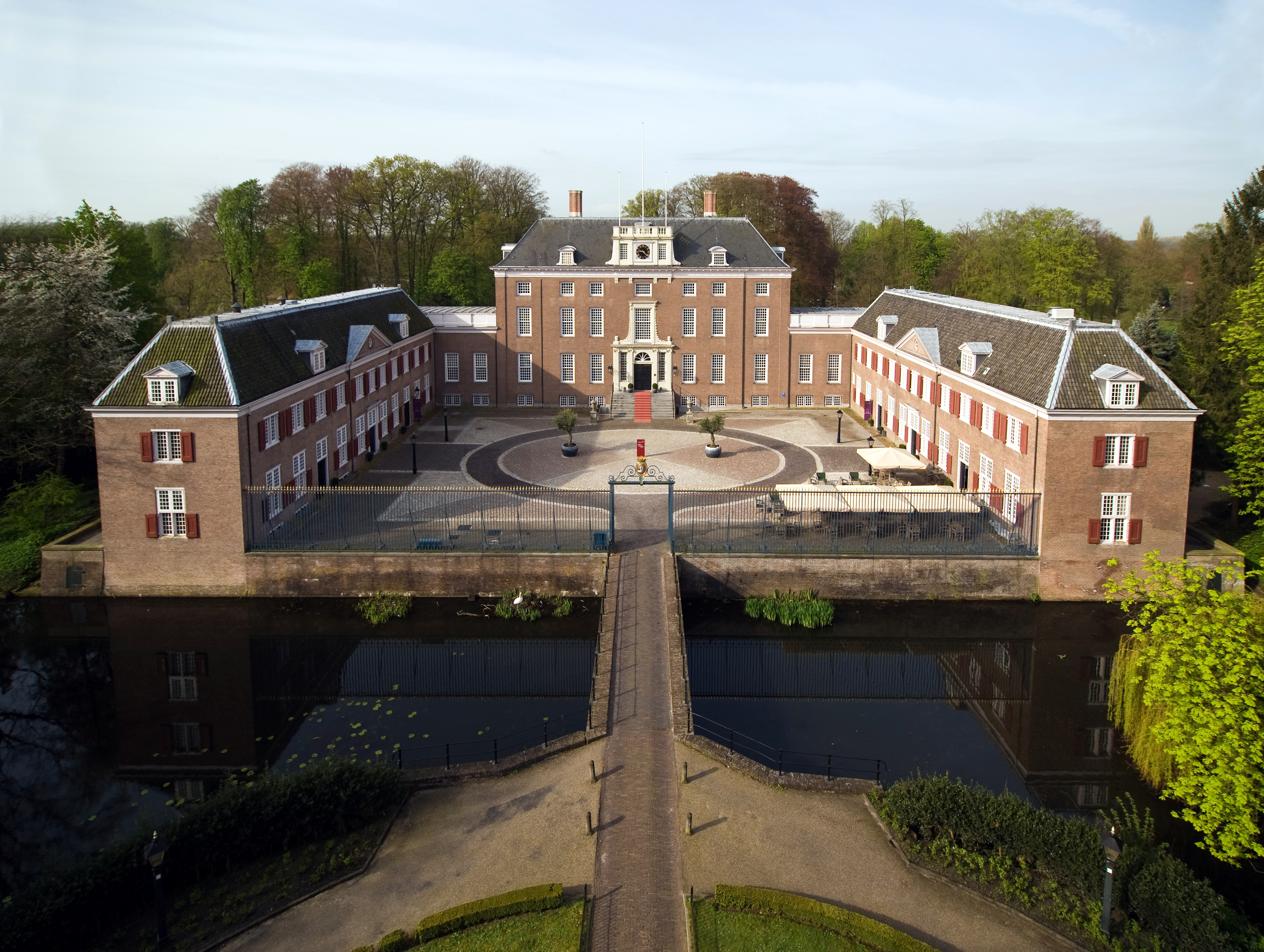
Schloss Zeist

1677 kaufte er die Herrschaft Zeist. Dort ließ er das Schloss Zeist bauen. Die Herrschaft, die er nie verpfändete, ging später an seinen Bruder Maurits Lodewijk I van Nassau-LaLecq, während seine eigenen Nachkommen noch lange unter den ihnen von ihrem Vater hinterlassenen Schulden litten. Die Beziehung zu Wilhelm III. kühlte ab, da er zu Unrecht das Wappen von Nassau benutzte (auch den Titel Herr von Odijk, den er zeitlebens führte, war eigentlich unrechtmäßig). 1698 war er Teil der Gesandtschaft der Generalstaaten in Paris. Nach dem Tod von Wilhelm III. 1702 verlor er seine Ämter und seinen Einfluss und wurde von Gläubigern bedrängt.

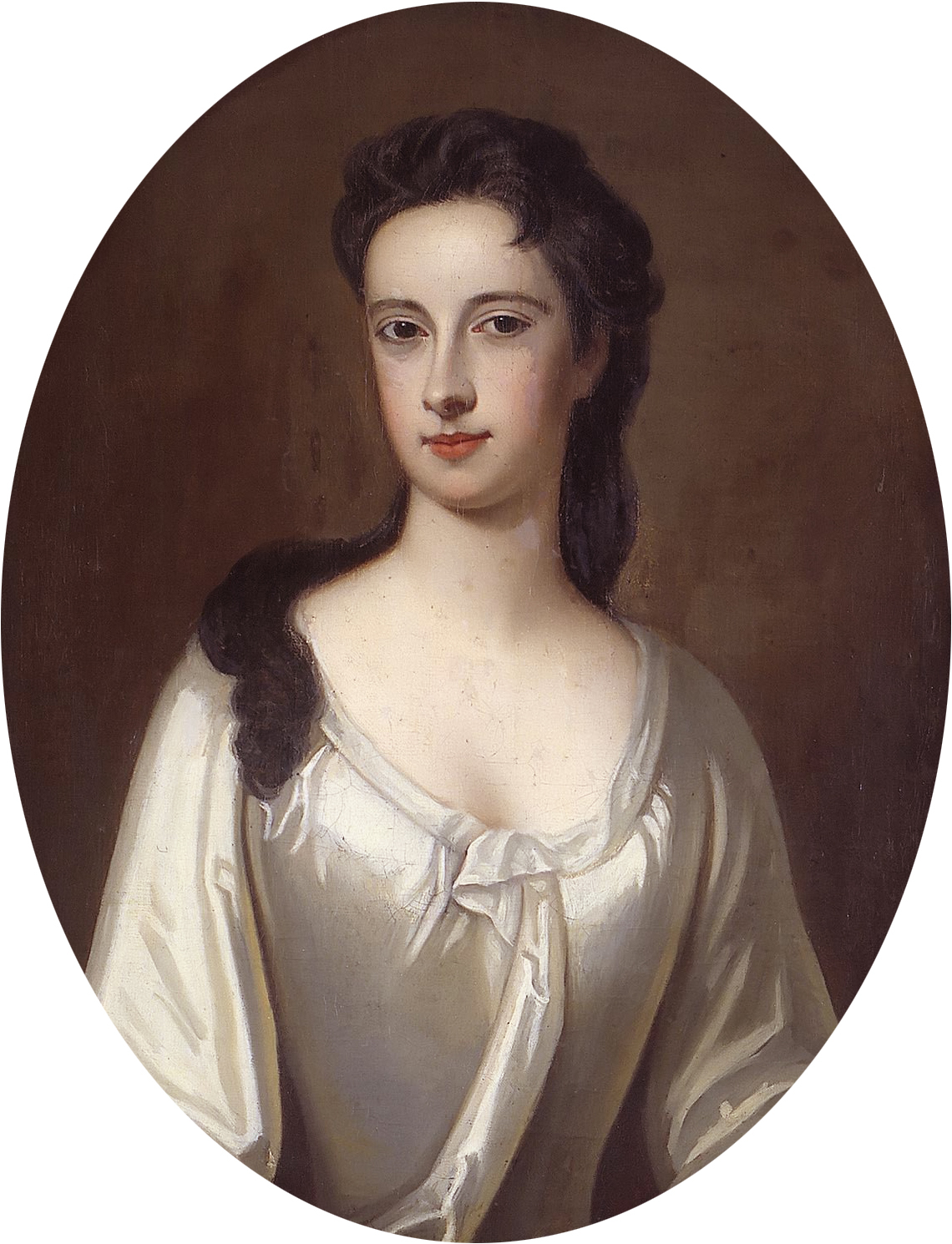
Charlotte van Nassau-Odijk, Tochter von Willem-Adriaan

1664 heiratete er in Den Haag Elizabeth van der Nisse (1639–1698), Tochter des Bürgermeisters von Goes. Zu seinen Kindern (vier Söhne und vier Töchter) gehörten:
- Lodewijk Adriaan van Nassau-Odijk (1670–1742); weitere Söhne waren Cornelis, Willem Hendrik und Maurits
- Elisabeth Wilhelmina van Nassau-Odijk (1671–1729); sie heiratete 1692 Maurits Lodewijk II van Nassau-LaLecq
- Charlotte van Nassau-Odijk (1677–1715); sie heiratete 1708 Willem Maurits van Nassau-Ouwerkerk
- Mauritia Margaretha; sie heiratete Graf Huguetan van Guldenstein
- Emilia; sie starb unverheiratet nach 1710